# خوزه مانوئل خورادو
خوزه مانوئل خورادو مارین (اسپانیایی: José Manuel Jurado Marín‎؛ زادهٔ ۲۹ ژوئن ۱۹۸۶) بازیکن فوتبال اهل اسپانیا است.
از باشگاه‌هایی که در آن بازی کرده‌است می‌توان به رئال مادرید، اتلتیکو مادرید، رئال مایورکا، شالکه ۰۴، اسپارتاک مسکو، واتفورد، اسپانیول، الاهلی عربستان سعودی، چانگچون یاتای و کادیس اشاره کرد.